# Féminisme en Russie

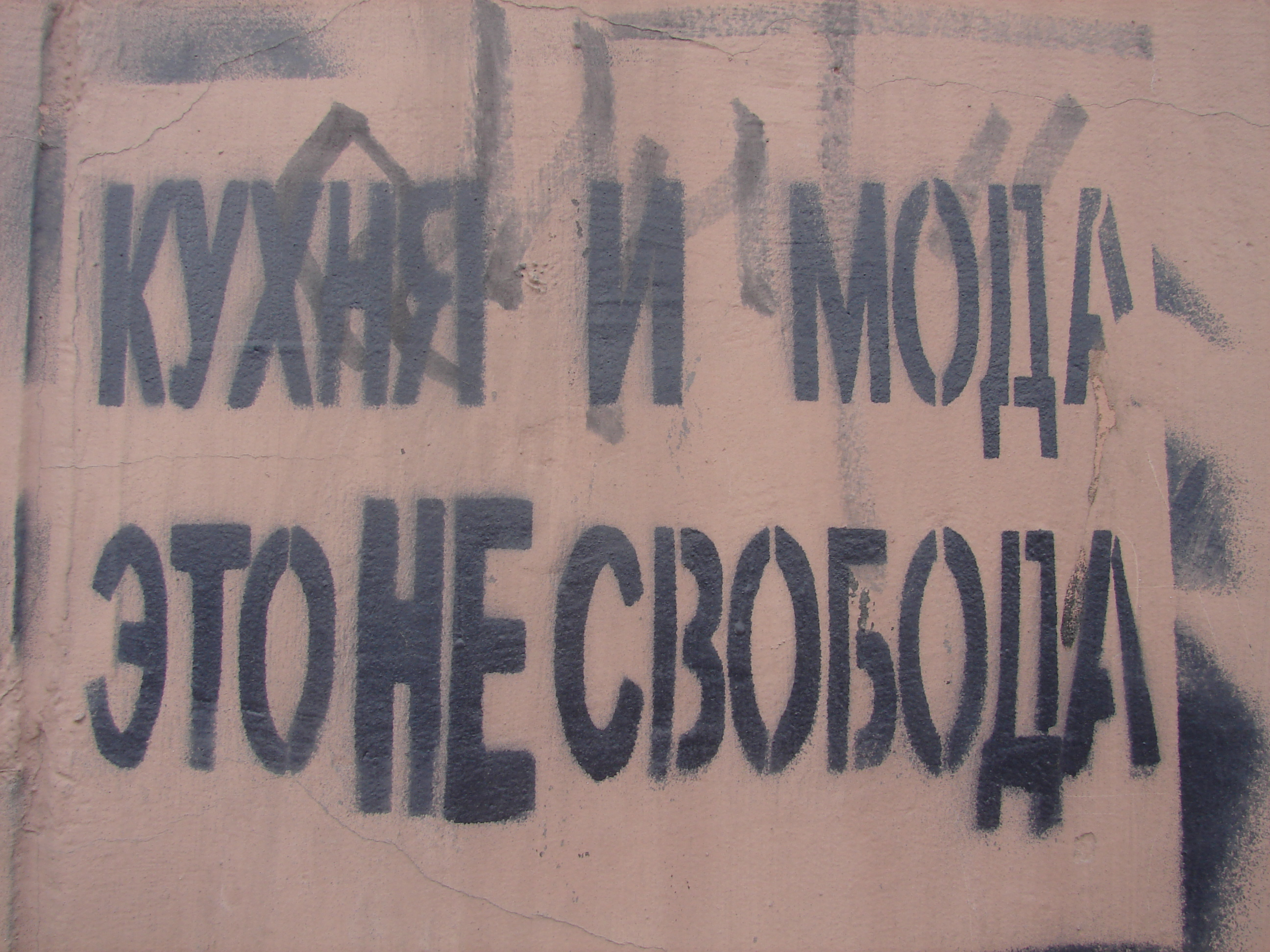
« Cuisine et mode — ce n'est PAS la liberté. » Pochoir à Saint-Petersbourg en juillet 2005.

L'histoire du féminisme en Russie débute au XVIIIe siècle, avec l'engagement du pays dans une modernisation initiée par Pierre le Grand et poursuivie par Catherine II. Au XIXe siècle, les préoccupations féministes se diffusent dans les classes supérieures. De grandes voix féministes s'expriment, notamment celle d'Anna Philosophova. Le mouvement des femmes s'organise, jusqu'à obtenir en 1917 le droit de vote pour les femmes. Il est principalement d'inspiration libérale, mais également soutenu par les partis révolutionnaires, réservés cependant sur le principe d'organisations spécifiques aux femmes.
Après la révolution d'Octobre, qui donne aux femmes l'égalité de droits avec les hommes, et qui débouche sur des réformes majeures, notamment l'autorisation de l'avortement, le Jenotdel, département des femmes du parti communiste, développe une démarche originale prolongeant le féminisme socialiste et visant à changer la place des femmes dans la nouvelle société soviétique. Marginalisé avant même le début de la répression stalinienne, ce mouvement fait long feu, et le dogme soviétique sera que la « question des femmes » a été résolue en URSS, selon les termes même de Staline.
Avec l'effondrement du régime soviétique, dans un contexte de profonde crise économique et sociale, les inégalités dont sont victimes les femmes redeviennent un objet de débat de société, et des organisations féministes se constituent. Depuis le début du XXIe siècle elles peinent cependant à se faire entendre, dans un contexte politique où l'opinion considère facilement que « l'égalité de droit » est acquise, de réaction traditionaliste et d'hostilité, notamment du pouvoir, au libéralisme et aux acteurs de la société civile.

## Histoire

### XVIIIesiècle
C'est au XVIIIe siècle et sous l'influence des mouvements occidentaux européens que nait le féminisme en Russie. Il reste tout d'abord limité à l'aristocratie. Dans le roman Que faire ? de Nicolaï Tchernychevski, l'héroïne, Vera Pavlovna qui rêve d'une société égalitaire, personnifie les idées féministes russes de l'époque. Durant son règne, Pierre le Grand relâche les restrictions sur l'éducation féminine, ce qui permet la naissance d'une nouvelle classe de femmes éduquées, comme la princesse Natalia Cheremeteva qui sera la première femme à écrire son autobiographie en Russie (Notes, publié en 1810).
En 1753, une loi permettant aux femmes mariées de rester propriétaire de leurs biens après le mariage est promulguée. Mais en dehors de cette avancée importante, la situation de femmes reste difficile et celles-ci n'ont encore que peu de droits. Ainsi ce n'est qu'à la fin du XVIIIe siècle que la loi interdit les violences conjugales : le mari ne peut plus battre ou mutiler son épouse sans crainte de la loi. Cependant, cette loi n'empêche pas les paysans de continuer de battre leurs femmes. Dès lors, c'est plus la vie quotidienne et les améliorations que l'on peut y apporter qui sont le souci principal des activistes féminines, bien avant l'accession à des droits politiques.

### XIXeet début duXXesiècle
La naissance du féminisme en Russie date du milieu du XIXe siècle alors que le tsar Alexandre II commence un peu à libérer l'expression politique. Parmi les sujets abordés par l'Intelligentsia, la place des femmes dans la nouvelle société qui émerge, est une préoccupation importante. Ainsi, Anna Philosophova, l'une des pionnières de l'émancipation de la condition féminine en Russie, crée l'Union féminine qui défend le droit des femmes, leur condition matérielle et leur éducation. La condition féminine est un sujet d'autant plus discuté qu'une partie des femmes de la noblesse russe, appauvrie par l'abolition du servage de 1861, est amenée à travailler. Les influences étrangères participent aussi de cette prise de conscience. Ainsi l'ouvrage de John Stuart Mill, The Subjection of Women est publié en russe en 1870 mais il faut noter que tous les ouvrages étrangers traitant du sort des femmes sont, à la fin du XIXe siècle, traduits en russe. Comme dans les autres pays européens et aux États-Unis, le mouvement se développe donc et réclame l'égalité des droits avec les hommes. Deux courants se dégagent dans ce mouvement. Le premier est réformateur et veut accompagner les transformations de la société alors que le second est révolutionnaire et prône un changement complet de la société, y compris par des actions violentes. Il est constitué d'anarchistes et de socialistes.
Peu à peu, par un travail de longue haleine, plutôt que par la violence, l'intelligentsia parvient à influencer le système social et à améliorer le sort des femmes. Ceci se manifeste par exemple par le taux de professeures et de professionnelles de santé qui, à l'aube de la révolution de 1917, atteint dans les deux cas 25 %.
De ce bouillonnement d'idées surgit l'idéal de la « nouvelle femme », telle qu'elle est décrite par Irina Iukina. Ce personnage cultivé et revendicatif ne compte pas son temps pour aider les autres femmes à s'épanouir et à se libérer. Cet idéal a pour origine des femmes qui vont s'engager pour aider les autres et qui par là même en inspire d'autres. Ces premières féministes créent d'abord des associations de bienfaisance qui s'adressent soit aux plus pauvres soit aux femmes des classes moyennes ou élevées qui ont été déclassées à cause des réformes. Les activités premières sont de procurer une éducation à celles qui en ont le plus besoin et d'aider à trouver du travail. Le désir de participer à la vie politique du pays ne vient que dans un deuxième temps, à partir des années 1880 mais surtout à la fin du XIXe siècle - début du XXe siècle. Pour obtenir les droits civils, est créée en 1905, l'association pour l'égalité des droits des femmes mais, alors que les hommes ont gagné le droit de vote en 1905, les femmes après la révolution en sont encore privé et même ceux qui approuvaient une amélioration du statut de la femme ne considèrent pas que ce droit doit leur être accordé. Certains mouvements féministes se radicalisent. Elles s'inspirent de l'idéologie socialiste, et en particulier du marxisme, et s'organisent parmi les paysannes et les ouvrières. Elles participent aussi à la vie politique en intégrant des partis qui parfois comptent jusqu'à 20 % de femmes. Un grand nombre se mettent à réclamer le même droit de vote que celui des hommes, gagné récemment. Manifestations, Assemblées générales (en 1908, 1910 et 1912), pétitions aux ministres ou aux parlementaires se succèdent complétés par une littérature féministe en plein essor.

### Révolution de février 1917
En 1917, alors que les conditions de vie des ouvrières et des paysannes qui remplacent les hommes partis sur le front se détériorent, des manifestations et des grèves se produisent et le 8 mars une manifestation organisée pour la journée internationale des femmes se transforme en grève générale à Petrograd,. Dans l'historiographie, l'initiative de la grève a été attribuée aux bolchéviques, mais il s'agit bel et bien d'une initiative de femmes. Selon Jean-Jacques Marie, l'action de ces femmes aurait été volontairement atténuée, sinon passée sous silence. Cette période révolutionnaire apporte d'importants changements dans le sort des femmes. Tout d'abord, le gouvernement d'Aleksandr Kerenski garantit par un décret, le 20 juillet 1917, le droit de vote des femmes en Russie ainsi que l'égalité dans l'éducation et le travail.

### Sous l'URSS

#### Début du régime soviétique
Lorsque les bolcheviks prennent le pouvoir après la Révolution d'Octobre, les femmes obtiennent de nouveaux droits. Cette reconnaissance des droits des femmes se manifeste par la présence au gouvernement d'Alexandra Kollontaï qui, en 1917, est la première femme de l'histoire moderne membre d'un gouvernement, en étant Commissaire du peuple à l'Assistance Publique. Elle crée avec la communiste d'origine française Inès Armand un Département des Femmes, nommé le Jenotdel, au sein du Comité central du Parti. Sous l'impulsion de ces deux femmes, la Russie se dote d'un ensemble de lois qui est à l'époque le plus avancé en matière de droits pour les femmes : garantie de garder son emploi durant la grossesse, égalité absolue des conjoints, congé de maternité entre autres. De plus en 1920 le droit à l'avortement gratuit est voté. Bien qu'officiellement hostiles au "féminisme bourgeois", suivant en cela la doctrine bolchévique qui accuse le féminisme de détourner les ouvriers de la lutte des classes, Kollontaï et Armand sont en contact avec les autres membres de l'Internationale socialiste des femmes auxquelles elles ont participé, et dont Kollontaï est considérée par l'historienne féministe Nicole Gabriel comme une "grande figure". Alexandra Kollontaï est par la suite écartée du pouvoir et envoyée comme ambassadrice en Suède comme sanction de son opposition à Lénine et de sa réputation sulfureuse pour sa défense et sa pratique des relations amoureuses libres.

#### Stalinisme
En 1929 la section féminine du Parti est dissoute car officiellement les problèmes particuliers des femmes sont résolus. Cependant les républiques socialistes d'Asie centrale gardent cette section féminine car le pouvoir soviétique peine à établir sa domination sur les populations musulmanes. Ce n'est qu'en 1936 que ces peuples seront soumis. Les femmes y gagnent l'interdiction de la polygamie, des mariages forcés des enfants et de la coutume de la dot. De plus l'instruction obligatoire touche aussi les filles et en droit elles peuvent prétendre à exercer le métier qu'elles veulent.
Les avancées nées avec la révolution sont ensuite rognées à cause de la politique familiale rétrograde promue par Staline. La famille nucléaire redevient le modèle avec l'idée que la natalité doit être importante. Diverses lois vont donc dans ce sens. L'autorité paternelle est rétablie, alors que les enfants étaient depuis 1917 soumis également au père et à la mère. Les procédures de divorce sont complexifiées et en 1936 l'avortement est de nouveau interdit sauf pour raisons médicales. Les femmes sont renvoyées au foyer, bien que la travailleuse reste un modèle, pour élever une famille nombreuse de futurs communistes.

#### Sous Khrouchtchev
Après la fin de la guerre et la mort de Staline, la rhétorique de la femme soviétique « capable de tout » s'épuise, et le contrôle à l’égard des femmes se relâche. L'interdiction de l'avortement et les sanctions pénales en cas d'avortement illégal, qui avaient abouti a une augmentation considérable de la mortalité maternelle, sont levées, mais cette abolition ne s’accompagne pas d’une politique d’éducation sexuelle. Le 20e congrès du Parti communiste en 1956 marque l’ouverture d’une immense campagne de constructions d’appartements collectifs fonctionnels en ville (les « khrouchtchevka ») qui fait revenir la politique nataliste sur le terrain des conditions de vie. La « question féminine » est réexaminée avec Khrouchtchev, et des conseils de femmes (jensoviety) sont créés en réponse à l’absence de femmes dans les positions de leadership. La condition de la femme s’améliore : simplification de la procédure de divorce (1965), droit de la femme divorcée à recevoir une pension alimentaire de l’ordre de 25 % du salaire du conjoint ayant quitté le foyer (1967), introduction du congé maternité rémunéré et d’allocations aux enfants issus de familles monoparentales. L’égalité en droit ne compense cependant pas l’inégalité de fait face à l’emploi et aux tâches domestiques.

#### Sous Brejnev
Dans un contexte de stagnation, pour répondre aux besoins de l’État, le discours politique revient sous Brejnev à la remise des femmes au travail et à une politique nataliste incitative : les moyens de contraception existent mais sont peu disponibles, si bien que l’avortement est le moyen le plus couru de planning familial. Des aides financières sont accordées aux entreprises embauchant des femmes pour la garde d’enfants.
En 1977, la proposition d’insérer dans la Constitution le « droit aux responsabilités identiques » n’a pas abouti. La femme soviétique reproduit les schémas d’antan : servir son mari, tenir la maison, s’occuper des enfants, et la maternité reste la grande composante de la citoyenneté féminine. Au début des années 1980, 20 % des membres du Parti sont des femmes, seulement 2,8 % de femmes occupent des postes à responsabilités et aucune femme ne siège au Comité Central.

#### Le féminisme dissident
Le seul mouvement de femmes autorisé est alors le Comité des Femmes soviétiques, prolongement du Comité idéologique du PCUS. Mais la mise en avant par les dissidents de la question des droits de l'homme suscite également un renouveau du féminisme. Des femmes et dissidentes, telles que Natalia Gorbanevskaïa, Lioudmilia Alekseïeva, Malva Landa, Tatania Khodorovitch (ru) se rebellent dans leurs publications journalistiques appelées « samizdats » (« faits maison »), à rebours des journaux officiels comme Izvestia ou Pravda. Natalia Gorbanevskaïa manifeste dans la rue contre les répressions du printemps de Prague en 1968 avant d’être enfermée par le régime dans un hôpital psychiatrique entre 1969 et 1972. 

### Après la fin de l'URSS

#### Sous Eltsine
La chute de l’URSS marque un tournant dans les conditions d’existence des femmes en Russie. Celles-ci sont touchées de plein fouet par les nouveaux maux de la société russe. Dans un contexte de profonde crise économique et sociale, elles sont les premières à être exclues du marché de l’emploi et nombre d’entre elles deviennent dépendantes financièrement de maris abusifs et violents. La question des violences conjugales n’est pas nouvelle, mais le problème est accentué par la précarité croissante des femmes et le désengagement brutal de l’État dans les années 90, notamment dans la lutte contre les violences faites aux femmes.
C’est dans ce climat que de nouvelles initiatives citoyennes émergent sous l’impulsion d’organismes locaux et internationaux. Si la chute du modèle communiste provoque un séisme économique et social dont les femmes sont les premières victimes, la sévère répression réservée aux organisations de femmes s’atténue. Apparaissent alors de nouvelles associations telles que Syostry ou Anna. Celles-ci lancent des programmes visant à éliminer les violences domestiques et sexuelles, et mettent en place des lignes d’écoute et des centres de crise pour accueillir les femmes victimes d’abus. Elles doivent toutefois se contenter d’un soutien gouvernemental très limité en matière de financement, et s’en remettent presque exclusivement à des partenaires internationaux comme l’ONU. Ces associations sont parmi les premières en Russie post-soviétique à formuler des revendications en matière d’égalité des sexes et mettent en cause la croyance largement partagée du temps de l’URSS associant violences conjugales et alcoolisme. Leurs membres tentent notamment de sensibiliser la population au caractère structurel de ces violences et à la nécessité d’encadrer le problème avec des lois. Malgré ces efforts, les centres d’accueil peinent à plaider la cause des femmes autrement qu’à travers le vocabulaire de la maternité, car ils doivent s’adapter à un contexte national peu démocratique et surtout très réticent aux revendications féministes.
Au même moment, les associations politiques de femmes s’expriment pour plus de représentation dans l’appareil gouvernemental. D’après la chercheuse Carol Nechemias, celles-ci parviennent même à se rassembler sous l'étiquette Zhenshchiny Rossii et remportent une victoire électorale surprenante lors des élections de la Douma en 1993. Les femmes occupent alors 8,1% des sièges du Parlement. On peut toutefois qualifier cette victoire de mitigée, car les élues sont toujours cantonnées à des fonctions dites « féminines ». En effet, elles n’occupent en 1996 que 2,6% des postes à responsabilité au sein du gouvernement, presque exclusivement dans la culture, la santé ou l’action sociale (protection des mères et des enfants, des malades ou des défavorisés). À l’inverse, en 2000, elles représentent près de 80% de la catégorie la plus basse des fonctionnaires. L’écart est abyssal et illustre l’inégale accession des hommes et des femmes à des postes à responsabilités. Certaines femmes politiques tentent d’élargir leurs sphères d’action et ouvrent la discussion avec des organisations féminines non gouvernementales, c’est le cas d’Ella Pamfilova et Lyudmila Bezlepkina, toutes deux ministres de la Protection sociale. Bezlepkina est par exemple « fermement opposée aux efforts visant à reléguer les femmes à la cuisine », et Pamfilova voit quant à elle un grand potentiel dans les organisations de femmes. Cependant, toutes deux estiment que les hommes et les femmes doivent occuper des rôles sociaux fondamentalement différents et liés à leur genre. De plus, Pamfilova rejette l’agenda féministe, allant même jusqu’à le qualifier d’extrémiste.
Lorsque l’on dresse le bilan des années qui suivent la chute de l’URSS, on constate que si les initiatives en faveur des femmes bénéficient d’un certain soutien international et de l’attention des médias, elles sont marginalisées et leurs revendications en faveur de l’égalité sont finalement ignorées par un gouvernement majoritairement masculin. La question des droits des femmes s’est certes démocratisée et n’est plus concentrée exclusivement entre les mains de l’État, elle n’en demeure pourtant pas moins un sujet sensible. En effet, beaucoup considèrent que le communisme a achevé l’émancipation des femmes et effacé les inégalités entre les sexes, et que cette question ne nécessite plus d’être évoquée. Les revendications féministes de l’Ouest, notamment sur les rôles de genre, sont mal perçues, et le terme « féminisme » n’est alors pratiquement jamais revendiqué. Il révulse et est considéré par de nombreux Russes comme une invention occidentale ne correspondant pas au contexte national. Or, malgré les acquis indéniables issus de la période communiste (droit de vote, droit à l’avortement, au divorce…) certaines discriminations persistent dans tous les aspects de la vie des femmes, tels que le harcèlement sexuel, les violences domestiques, l’existence de plafonds de verre ou l’assignation à des rôles de genre. L’homosexualité est réprimée, et la norme binaire et hétérosexuelle est largement hégémonique.

#### Sous Poutine

##### Conservatisme
L’arrivée au pouvoir de Vladimir Poutine en 1999 est suivie d’une reprise en main inattendue de la question des femmes. Au cours de ses quatre mandats présidentiels, l’homme fort du pays adopte une attitude allant à rebours des recommandations internationales comme la CEDAW. La chercheuse Andrea Chandler s’est penchée sur les réformes en matière de politiques sociales adoptées sous Vladimir Poutine. En effet, celles-ci, alors qu’elles visent tout particulièrement les femmes, semblent avoir été plutôt négligées par les spécialistes des questions de genre. Or, Chandler remarque que l’analyse des « politiques sociales en Russie témoigne de la perméabilité du discours politique à des messages complexes et contradictoires en matières d’égalité de genre ». Chandler montre que les politiques économiques telles que la réforme des retraites ont tendance à présenter les femmes comme des « actrices de la main-d’œuvre », tandis que le discours sur les allocations familiales les enferme dans le rôle de mères passives et dépendantes. À ce sujet, peu de choses semblent avoir changé depuis les années 90. Les vœux prononcés par Vladimir Poutine à l’occasion de la Journée internationale des femmes en 2019 reflètent ces conclusions:
- " Atteindre le succès est dans la nature de nos femmes. Vous réussissez à tout faire, au travail comme à la maison. Et vous restez belle, brillante, charmante, le centre de gravité de la famille qui sait inspirer et soutenir, apporter chaleur et confort. Votre destin est de suivre le chemin qui mène à la création d’une nouvelle vie: donner naissance à un enfant. Ce grand bonheur de la maternité, élever des enfants, transforme le monde, le remplit de gentillesse, de tendresse et de miséricorde, réaffirme les valeurs traditionnelles qui ont toujours été la force de la Russie."[40]

L’émancipation par le travail est toujours au goût du jour, les femmes ne sont pas incitées à rester au foyer (même s’il est envisagé de rémunérer le travail domestique, une question qui fait l’objet de débats chez les féministes), mais les discours et l’action sociale élaborés sous Vladimir Poutine reflètent une vision essentialiste du rôle des femmes. L’accent est mis sur des qualités « féminines », Vladimir Poutine réaffirme régulièrement que la Russie est garante des valeurs traditionnelles et qu’elle est un rempart aux idées féministes occidentales. Le gouvernement insiste particulièrement sur l’importance de la natalité pour la grandeur de la Russie. Ces discours natalistes ont ouvert la voie à des groupes anti-avortement qui, comme le souligne Chandler, donnent priorité aux droits des enfants à naître sur ceux des femmes. Ces dernières années, on observe des tentatives répétées pour réduire voire interdire l'accès à l’avortement . On constate donc un ensemble de déclarations promouvant l’égalité des sexes, en particulier dans le domaine économique, tandis que les femmes restent intrinsèquement liées à la maternité et aux rôles de genre traditionnels dans les discours étatiques et institutionnels.

##### Violences genrées
Vladimir Poutine poursuit l’entreprise de privatisation de la question des violences faites aux femmes. Cela signifie que les violences domestiques sont considérées comme un problème d’ordre privé, à régler en famille et dans lequel le gouvernement et la police ne doivent pas ou peu intervenir. Françoise Daucé et Amandine Regamey constatent d’ailleurs que « en 2004 la Commission pour les questions de  situation des femmes dans la fédération de Russie, sous la direction du vice-président du gouvernement, a été supprimée [et] la commission inter-administrative pour les problèmes de violence domestique, de violence sexuelle et de traite des êtres humains a cessé son activité en 2005 ».
Le désengagement et la dépolitisation de ce problème s’accentuent en 2017 avec l’amendement de l’article 116 du code pénal russe. Jusqu'en 2016, tous les actes de violence et les coups (poboì en russe), allant de ceux infligeant des blessures limitées jusqu’aux sévices physiques graves, étaient punis par cet article. Celui-ci est modifié pour la première fois en juillet 2016, les violences non-aggravées et non-répétées sont dépénalisées et deviennent de simples délits administratifs passibles d'une amende, de travaux d'intérêt généraux ou d'une courte détention, allant de 10 à 15 jours d’emprisonnement. Ces actes de violence, répétés ou perpétrés sur des proches (conjoint, enfant, frère ou sœur), demeurent cependant une infraction pénale, entraînant des peines plus lourdes. 
Cependant, le texte provoque la colère de l’Église orthodoxe et des défenseurs de la famille traditionnelle, qui considèrent ces dispositions discriminatoires. « Les parents consciencieux seraient menacés de poursuites pénales, jusqu'à deux ans de prison (en cas de récidive), pour n'importe quel recours, même modéré et judicieux, à la force physique dans l'éducation des enfants », dénonce la  commission des affaires familiales du patriarcat de Moscou.
Certaines personnalités politiques tiennent des propos extrêmement conservateurs. Ainsi, pour la sénatrice Elena Mizoulina, la violence domestique n'est pas « le problème principal des familles, contrairement à la grossièreté, à l'absence de tendresse, de respect, surtout de la part de la femme. Nous, les femmes, êtres faibles, nous ne nous vexons pas quand on nous bat. Quand un homme bat sa femme, il n'y a pas la même vexation que quand un homme est humilié. » Devant ces réactions, toute mention de proche disparait du code pénal. Un porte-parole du gouvernement fait savoir que « qualifier de violences domestiques certains gestes au sein de la famille, c'était dramatiser les choses du point de vue juridique. » Seule une minorité d'élus ont défendu la loi, à l'image du député communiste Iouri Sineltchikov, qui a affirmé que « les traditions russes ne reposent pas sur l’éducation des femmes par le fouet comme certains essaient de nous en convaincre ».
Six mois plus tard, devant ces réactions, toute mention de proche disparaît du code pénal. Le lien entre la victime et l’agresseur n’est plus une circonstance aggravante. Les violences domestiques occasionnelles et « non-aggravées » ne relèvent plus du code pénal ni ne font l’objet d’une politique spécifique. 
L’amendement indigne les associations qui luttent contre les violences envers les femmes ainsi que de nombreux observateurs étrangers, tandis qu’au sein du gouvernement, on considère que la question est close. Un porte-parole du gouvernement estimera que « qualifier de violences domestiques certains gestes au sein de la famille, c'était dramatiser les choses du point de vue juridique. »
On avance régulièrement des chiffres impressionnants concernant le nombre de femmes russes victimes de leur conjoint ou ex-conjoint. Amnesty international affichait sur son site internet un chiffre de 14 000 femmes tuées par an, d’autres parlent de 8 000 femmes ou encore d’une personne tuée toutes les 40 minutes. En réalité, ces données sont invérifiables, pour la simple raison que la police ne tient pas ou peu de registres des femmes mortes sous les coups d’un partenaire. En 2010, selon les chiffres officiels, la Russie ne compte que 22 hôtels sociaux permettant d’accueillir des victimes.

##### Exclusion de la sphère politique
En 2014, la Russie recule nettement dans le classement du rapport sur la parité entre les hommes et les femmes du Forum économique mondial (125e place). La carrière politique de Valentina Matvienko, présidente du Sénat, apparaît ainsi comme une simple exception. En 20 ans, la part des femmes dans l'exercice des fonctions politiques est par ailleurs passé de 30 à 10 % selon une étude menée par la faculté d'économie de l'université d'État de Moscou, cela notamment en raison de la fin des quotas spécifiques de femmes, garantis à l'époque de l'URSS. On ne compte par ailleurs que deux femmes ministres (sur 32 membres du gouvernement) et 14 % de femmes parlementaires (29 sur 170 sénateurs, 61 sur 450 députés). Selon Natalia Korostyleva, de l'Académie présidentielle russe de l'économie nationale et de l'administration publique, cela tient notamment à la persistance de stéréotypes de genre, qui conduit à penser qu'un homme est plus compétent qu'une femme à ces fonctions. Alors que l'URSS avait été précurseur dans l'émancipation des femmes (dans les années 1920), les années 1980-1990 se sont a contrario accompagnées d'un retour de la femme au foyer, allant à rebours du mouvement occidental féministe depuis les années 1970.

## Revendications contemporaines du terme "féminisme"

### Premiers événements artistiques féministes
En plus des associations de lutte contre les violences faites aux femmes qui commencent à formuler des revendications féministes, certaines artistes prennent peu à peu en main la question des droits des femmes. Les plus connues d’entre elles sont sûrement les Pussy Riot et leur prière punk exécutée dans la cathédrale du Christ Sauveur de Moscou. Le 21 février 2012, cinq membres du groupes se rendent dans la cathédrale emblématique de la capitale et entament une chanson dans laquelle elles déclarent notamment « Sainte Marie mère de Dieu, deviens féministe » et « chasse Poutine ». La performance et l’arrestation, quelques jours plus tard, de trois des membres du groupe bénéficient d’une grande visibilité nationale et internationale, et sont largement couverts par la presse et les milieux académiques. Le caractère réellement féministe des Pussy Riot fait l’objet de débats (on leur reproche certains propos et leur absence de liens avec les organisations féministes locales) mais leur prière punk fait indéniablement du féminisme un sujet d’actualité de premier ordre en Russie. 
Il serait cependant erroné de réduire le militantisme féministe russe aux seules Pussy Riots. En effet, les initiatives se multiplient ces dernières années dans toute la Russie. 
Nadya Plungian, historienne de l’art et militante des droits des femmes en Russie, est l’une des premières à s’être penchée sur les revendications féministes modernes. Elle estime que « bien que certaines artistes russes se disaient féministes à la fin des années 90 et au début des années 2000, durant cette périodes elles préféraient plutôt éviter de formuler des revendications politiques claires sur les droits des femmes ». Il faut donc attendre 2010 pour qu’une première exposition, Jen d’Art : une Histoire du Genre de l’Art dans l’Espace Post-Soviétique, mette en avant des artistes féminines. Ce projet ne permet toutefois pas à lui seul d’instaurer une réelle réflexion féministe dans le milieu de l’art, qui accueille le projet avec défiance. 
En 2012, Nadya Plungian lance avec l’artiste féministe Victoria Lomasko l’exposition Feministskii Karandash (le crayon féministe), suivi un an plus tard d’une seconde édition, Feministskii Karandash II. Ces manifestations artistiques ont pour objectifs de mêler pour la première fois art et militantisme féministe, des milieux jusqu’alors peu en contact. Ils permettent à des artistes féminines peu connues de prendre position politiquement et de parler de leur expérience en tant que femmes. Celles-ci « [utilisent] diverses techniques pour aborder les normes sociétales patriarcales et hétéronormatives », à travers des slogans, des affiches, le recours à l'humour et à l’ironie, afin d’introduire des sujets tels que l'homosexualité, la liberté d'expression, l'identité de genre. Pour Nadya Plungian, « les œuvres des projets Feministkii Karandash peuvent être liés à la dissidence à la fois du point de vue des « droits de l’homme », en révélant et en critiquant les normes, et du point de vue « queer » en les renversant et en les déconstruisant ». Mais ces événements sont également vivement critiqués par une grande partie de la communauté artistique, de la presse libérale, de l’intelligentsia et de la gauche. Le caractère non mixte du projet déplait fortement, plus encore lors de la deuxième édition. Dans la presse, la valeur artistique du projet est minimisée, qualifiée de « faible », « enfantine » ou « trop féminine ». Une artiste nommée Sasha Galkina dessine en réaction à Feministkii Karandash II des pénis sur les œuvres réalisées pendant l'exposition. Pour Nadia Plungian, Sasha Galkina a « vandalisé » les œuvres d'art, tandis que la communauté artistique soutient et approuve majoritairement l'action de Galkina.
Cependant, les militantes féministes de Kiev et de Minsk montrent leur soutien à Feminitskii Karandash, et les événements ont vraisemblablement un impact à la fois sur le plan militant et sur le plan artistique. Comme le précise Nadia Plungian, de nombreuses initiatives féministes voient ensuite le jour à Moscou, à Saint-Pétersbourg et ailleurs en Russie. Pour autant et toujours selon Plungian, l’essor du féminisme s’accompagne d’un « virage à droite », avec la promotion de rôles de genre traditionnels pour les femmes, et d’une certaine dépolitisation. Les projets « Cuisine » et « Retour à la cuisine » par exemple, se déroulent à Moscou en octobre et novembre 2014. Présentés comme des espaces féministes mais sans militants politiques, les événements mettent en avant des normes et des valeurs très traditionnelles. Les organisateurs déclarent exclure tout lien avec « les femmes aux allures masculines qui veulent détruire tous les hommes ». En général, de tels événements sont réalisés par des artistes contemporains bien établis, reprenant des stéréotypes patriarcaux afin d’être « drôles, gais, positifs ». De nouveaux sites de presse en ligne tels que Wonderzine, FurFur, WoS ou The Village commencent  également à employer une rhétorique que Nadia Plungian qualifie de « féminisme populaire » : « Le mot « féminisme », qui, un an auparavant était totalement rejeté, est désormais utilisé dans toutes sortes de contextes liés à la pop-culture », sans pour autant, regrette l’auteure, susciter une réelle prise de conscience sur des sujets comme les violences domestiques ou le sexisme. 
Néanmoins, certains groupes et artistes qui se revendiquent féministes initient des projets politisés et remettent en cause les normes hétéro-patriarcales. Left-Fem et FemBand organisent des marches de rue, Victoria Lomasko édite plusieurs ouvrages sur la communauté lesbienne, et des initiatives auto-gérées se développent tels que les « Ateliers féministes du nom de Lucy Lippard ». Un changement dans la définition de soi s’opère alors : pour certaines, le féminisme est adopté dans toutes sortes de contextes populaires, et pour d'autres, comme stratégie de résistance et de transgression du système de genre.

### Multiplication et démocratisation de l'emploi du terme féminisme
Le 11 mars 2017, un festival nommé Moscow FemFest se déroule en plein cœur de la capitale, dans les quelque 2 200 m2 du DI Telegraph de la rue Tverskaïa, à quelques pas du Kremlin. Il attire plus d’un millier de visiteurs selon ses organisatrices, c’est une première pour un événement sur le féminisme en Russie. Plus que l’ampleur du festival, ce sont surtout les vifs débats qui l’entourent qui marquent les esprits. Généralement célébré en Russie avec des bouquets de fleurs, le 8 mars (journée mondiale des femmes) est depuis quelques années déjà l’occasion pour les militant.es féministes de tenir des conférences, monter des expositions ou animer des discussions sur la cause des femmes. Le Moscow FemFest n’est donc pas le premier du genre, mais il détonne par son ampleur, les thèmes abordés et la diversité des personnes invitées à s’exprimer. 
Des représentant.es d’associations contre les violences faites aux femmes (Siostri, nasiliu.net), des organismes locaux de défense des droits des femmes (RFO Ona) ou internationaux (la Fondation allemande Heinrich Böll), des bloggeuses (Sam Jone's Diary, Breaking Mad), des militantes (« Tikhii picket », FemClub), des poetesses, un chorégraphe, un musicien, des chercheur.ses, un journaliste de l’opposition (Novaya Gazeta) ou encore le fondateur du club de foot « GirlPower Football School » s’expriment. C’est un mélange de personnalités très diverses, insérées ou non dans la communauté féministe moscovite. Toutefois, toutes les personnes qui souhaitent s’exprimer lors de ce grand festival n’en ont pas la possibilité (contrainte du temps, désaccord avec les créatrices du festival) et des tensions ne tardent pas à éclater entre invité.es et organisatrices. Celles-ci sont relayées sur les réseaux sociaux (Facebook, Vkontakte) ainsi que dans la presse russe (Radio Svoboda, Wonderzine, The Village,, Colta, The Insider,,) et étrangère (TV5 Monde, The Guardian). En cause tout d’abord, la présence d’intervenants extérieurs au mouvement féministe moscovite, et l’exclusion, à l’inverse, de personnes insérées et actives au sein de la communauté. De profonds désaccord émergent également sur le contenu du festival et le sens du féminisme. Les organisatrices du festival, qui ne semblent pas appartenir à la communauté, soulignent que le féminisme n'est pas accessible à un large public et doit être plus « attractif », à travers des événements divertissants, joyeux et éducatifs. Un discours qui déplait fortement parmi l’opposition au festival qui réaffirme l'importance d'une lutte politisée où tous les sujets doivent être abordés, quel que soit leur niveau d’attractivité.
Celles et ceux qui s’opposent à l’organisation du FemFest sont rapidement qualifiés de « radicaux », une façon de disqualifier leurs critiques aux yeux des observateurs et de se présenter implicitement comme garants de la modération. La réalité est plus complexe, parmi les opposant.es on trouve une grande diversité de professions, d’activités et d’engagements politiques. Certain.es se définissent en tant qu’artistes, militant.es, activistes, se réclament de tendance libérale, radicale, de gauche, intersectionnelle, anarchiste, vegan, trans exclusive ou inclusive, humaniste. Il en va de même chez les organisatrices et les participants du FemFest. Ce n’est pas un « bloc radical » qui s’oppose à des féministes « modéré.es » mais une myriade de personnes agissant pour la cause des femmes en Russie. On note toutefois que deux tendances sont en tension : l’une est encline à formuler une critique politique et de l’hétéronormativité, l’autre, plus consensuelle, œuvre à la démocratisation et la dédiabolisation du féminisme même s’il faut pour cela laisser de côté certains sujets.